# Sleep Party People
Sleep Party People es una banda danesa de rock procedente de Copenhague, liderado por el único miembro Brian Batz.

## Historia
Sleep Party People se fundó en 2008 como un proyecto liderado por Brian Batz bajo la influencia de artistas como Boards of Canada, David Lynch y Erik Satie, formando así una propuesta considerada única en la escena danesa. Desde el inicio se caracterizaron por el uso de máscaras de conejo tanto en sus fotos promocionales como en sus presentaciones.
Rápidamente este proyecto obtuvo renombre, consiguiendo ser reconocido por Soundvenue, una de las revistas más prestigiosa de la música danesa. Luego de esto, el sello Neh-Owh Records eligió dos de sus canciones para incluirlas en un LP recopilatorio. Desde entonces el proyecto ha recibido la atención de revistas neerlandesas y británicas.
A finales del año 2009 firmaron con la disquera danesa A:larm Music. En enero de 2010 publicaron su álbum debut homónimo que consta de 10 canciones marcadas por el uso de caja de ritmos, piano, varias entradas electrónicas y una voz distorsionada además de un marcado tono melancólico.
En abril de 2012 publican un nuevo trabajo que consta de 9 canciones. Este disco se llamó We Were Drifting On a Sad Song.  Para el 2013 tienen programado su primer tour por Reino Unido con fechas aún sin anunciar.

## Integrantes

### Formación actual
- Brian Batz

### Integrantes Complementarios
- Kaspar Kaae
- Jacob Høegh
- Ask Bock
- Casper Hegstrup
- Anders Stig Møller
- Hans Hvidberg
- Per Lyhne
- Rasmus Lindahl
- Line Felding
- Frederik Thybo
- Chispita

## Discografía

### Álbumes de estudio

#### Sleep Party People (2010)
Lista de canciones
| N.º   | Título                        | Duración |  |
| 1.    | «In The Morning Sun We Stand» | 1:41     |  |
| 2.    | «Our Falling Snow»            | 3:22     |  |
| 3.    | «10 Feet Up»                  | 4:02     |  |
| 4.    | «Notes To You»                | 3:11     |  |
| 5.    | «An Iris Pseudocorus»         | 3:49     |  |
| 6.    | «The Dwarf And The Horse»     | 3:11     |  |
| 7.    | «A Sweet Song About Love»     | 2:52     |  |
| 8.    | «Third Drawer Down»           | 4:11     |  |
| 9.    | «I´m Not Human At All»        | 6:29     |  |
| 10.   | «Everything Has An End»       | 9:18     |  |
| 42:06 |                               |          |  |

#### We Were Drifting On a Sad Song (2012)
Lista de canciones
| N.º   | Título                                         | Duración |  |
| 1.    | «A Dark God Heart»                             | 4:34     |  |
| 2.    | «Chin»                                         | 4:32     |  |
| 3.    | «We Were Drifting On a Sad Song»               | 4:57     |  |
| 4.    | «Melancholic Fog»                              | 3:22     |  |
| 5.    | «Heavy Burden»                                 | 4:48     |  |
| 6.    | «Gazing At the Moon»                           | 4:35     |  |
| 7.    | «Heaven Is Above Us»                           | 3:54     |  |
| 8.    | «Things Will Disappear Like Tears in the Rain» | 6:00     |  |
| 9.    | «The City Light Died»                          | 6:36     |  |
| 43:18 |                                                |          |  |

#### Floating (2014)
Lista de canciones
| N.º   | Título                             | Duración |  |
| 1.    | «Change In Time»                   | 3:45     |  |
| 2.    | «Floating Blood Of Mine»           | 4:25     |  |
| 3.    | «A Stranger Among Us»              | 4:20     |  |
| 4.    | «In Another World»                 | 4:02     |  |
| 5.    | «Death Is The Future»              | 3:05     |  |
| 6.    | «I See The Sun, Harold»            | 3:57     |  |
| 7.    | «I See The Moon (feat Lisa Light)» | 7:45     |  |
| 8.    | «Only A Shadow»                    | 4:16     |  |
| 9.    | «Scattered Glass»                  | 4:23     |  |
| 40:00 |                                    |          |  |

#### Lingering (2017)
Lista de canciones
| N.º   | Título                       | Duración |  |
| 1.    | «Figures»                    | 4:14     |  |
| 2.    | «The Missing Steps»          | 3:55     |  |
| 3.    | «Fainting Spell»             | 3:35     |  |
| 4.    | «Salix and His Soil»         | 4:08     |  |
| 5.    | «Ligering Eyes»              | 4:31     |  |
| 6.    | «Dissensions»                | 4:12     |  |
| 7.    | «Limitations»                | 3:01     |  |
| 8.    | «The Sound of His Daugther»  | 4:05     |  |
| 9.    | «The Sun Will Open its Core» | 3:47     |  |
| 10.   | «We Are There Together»      | 4:11     |  |
| 11.   | «Odd Forms»                  | 4:06     |  |
| 12.   | «Vivid Dream»                | 5:06     |  |
| 48:54 |                              |          |  |

#### Lingering Pt. II (2018)
Lista de canciones
| N.º   | Título                       | Duración |  |
| 1.    | «4th Drawer Down»            | 3:33     |  |
| 2.    | «The Mind Still Travels»     | 4:10     |  |
| 3.    | «The Fallen Barriers Parade» | 3:45     |  |
| 4.    | «Moving Cluster»             | 4:57     |  |
| 5.    | «Renhoh 93»                  | 1:27     |  |
| 6.    | «Outcast Gatherings»         | 3:37     |  |
| 7.    | «Push The Walls Aside»       | 3:57     |  |
| 8.    | «Towering Trees»             | 3:19     |  |
| 9.    | «Echoing Childhood»          | 4:31     |  |
| 33:15 |                              |          |  |

### Sencillos
- A Dark God Heart (2010)
- Remixes (2011)
- Chin (2012)
- Gazing At the Moon (2012)
- Floating Blood Of Mine (2014)